# Al-Kubba
Al-Kubba (arab. القبة, Al-Qubbah) – miasto we wschodniej Libii, w gminie Darna. Trzecie pod względem liczby ludności, po Darnie i Al-Bajda, miasto w gminie. W 2006 roku zamieszkiwało je ok. 25 tys. mieszkańców. W latach 2001–2007 stolica gminy Al-Kubba.